# Laura Dahlmeier
Laura Dahlmeier, född 22 augusti 1993 i Garmisch-Partenkirchen, död 28 juli 2025 i Karakoram i Pakistan, var en tysk skidskytt. 

## Skidskyttekarriär
Hon gjorde debut i världscupen sent på säsongen 2012/2013 i Holmenkollen den 3 mars 2013. Under säsongen 2013/2014 kom hon på pallen två gånger i stafett. Dahlmeier vann showtävlingen World Team Challenge 2013 tillsammans med Florian Graf. Hon vann sprinten i Nové Město na Moravě den 7 februari 2015. Det var hennes första seger i världscupen.
Under 2017 års världsmästerskap i Hochfilzen vann Dahlmeier fem guldmedaljer och en silvermedalj. Hon blev därmed den första att ta fem guldmedaljer i ett och samma skidskytte-VM.Under säsongen 2016/2017 vann hon totala världscupen, distanscupen och jaktstartscupen och kom två i sprintcupen och masstartscupen. Vid 2018 Pyeongchang vann hon två guld i sprint och jaktstart.  Den 17 maj 2019 meddelade Laura Dahlmeier att hon avslutade sin aktiva skidskyttekarriär.

## Bergsklättring

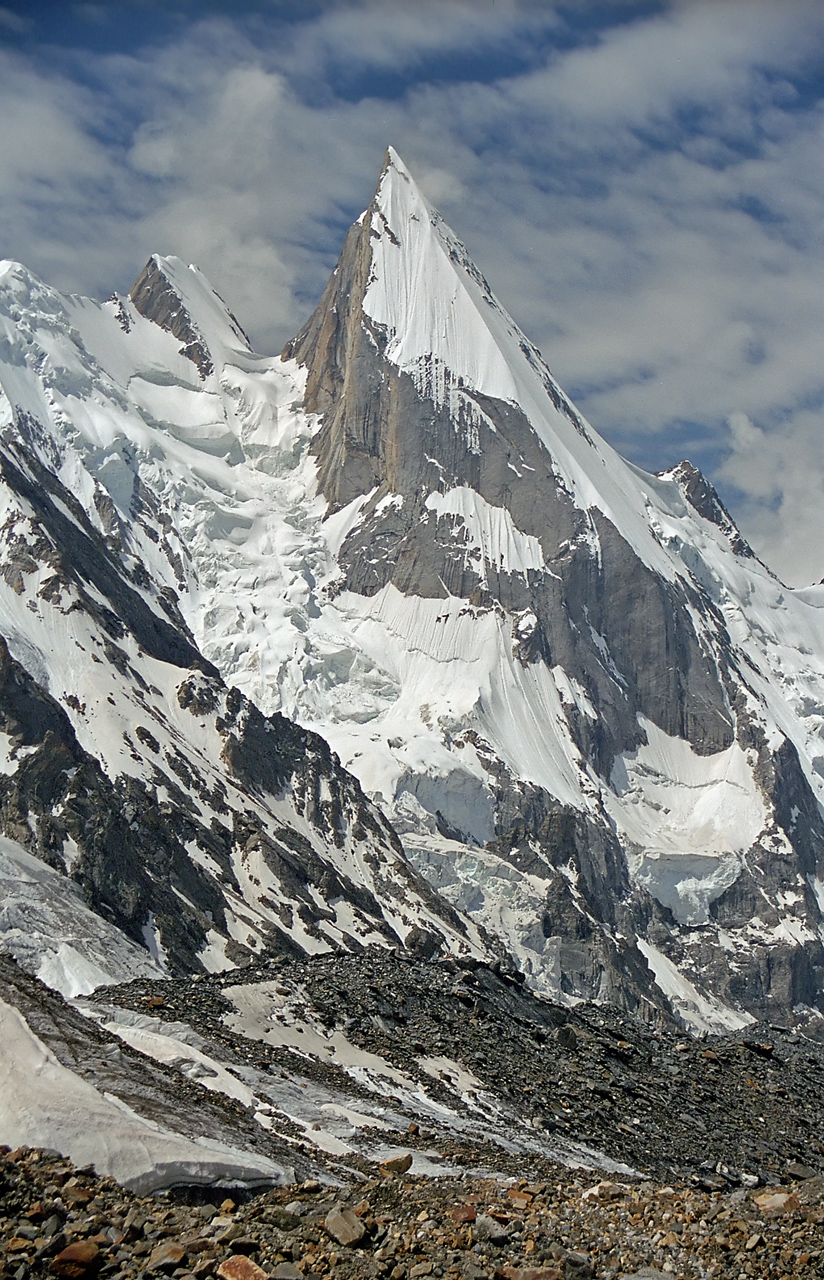
Laila Peak.

Efter skidskyttekarriären ägnade Dahlmeier sig åt bergsklättring och utbildade sig till bergsguide.
Den 28 juli 2025 skadades Laura Dahlmeier allvarligt vid en olycka med ett stenras under bergsklättring i nordöstra Pakistan. Olyckan skedde på Laila Peak i Karakorumbergen som är känt för sin farliga miljö och branta topp med risk för laviner och ras. Dahlmeier fick fallande stenar över sig på 5 700 meters höjd och den 30 juli meddelades att hon hade omkommit i olyckan.

## Världscupssegrar
Not: VM-tävlingar ingår också i världscupen

### Individuellt (20)
| No. | Datum            | Plats                   | Disciplin |
| --- | ---------------- | ----------------------- | --------- |
| 1   | 5 februari 2015  | Nové Město              | Sprint    |
| 2   | 22 mars 2015     | Khanty Mansiysk         | Masstart  |
| 3   | 12 december 2015 | Hochfilzen              | Jaktstart |
| 4   | 19 december 2015 | Pokljuka                | Jaktstart |
| 5   | 9 januari 2016   | Ruhpolding              | Jaktstart |
| 6   | 10 januari 2016  | Ruhpolding              | Masstart  |
| 7   | 6 mars 2016      | Oslo                    | Jaktstart |
| 8   | 30 november 2016 | Östersund               | Distans   |
| 9   | 9 december 2016  | Pokljuka                | Sprint    |
| 10  | 10 december 2016 | Pokljuka                | Jaktstart |
| 11  | 19 januari 2017  | Antholz                 | Distans   |
| 12  | 12 februari 2017 | Hochfilzen              | Jaktstart |
| 13  | 15 februari 2017 | Hochfilzen              | Distans   |
| 14  | 19 februari 2017 | Hochfilzen              | Masstart  |
| 15  | 2 mars 2017      | Pyeongchang             | Sprint    |
| 16  | 4 mars 2017      | Pyeongchang             | Jaktstart |
| 17  | 11 mars 2017     | Kontiolax               | Jaktstart |
| 18  | 16 december 2017 | Annecy-Le Grand-Bornand | Jaktstart |
| 19  | 20 januari 2018  | Antholz                 | Jaktstart |
| 20  | 27 januari 2019  | Antholz                 | Masstart  |

### Stafett (13)
| No. | Datum            | Plats      | Disciplin  |
| --- | ---------------- | ---------- | ---------- |
| 1   | 10 mars 2013     | Sochi      | Stafett    |
| 2   | 12 december 2013 | Pokljuka   | Stafett    |
| 3   | 8 januari 2014   | Ruhpolding | Stafett    |
| 4   | 25 januari 2015  | Antholz    | Stafett    |
| 5   | 13 mars 2015     | Kontiolax  | Stafett    |
| 6   | 11 december 2016 | Pokljuka   | Stafett    |
| 7   | 12 januari 2017  | Ruhpolding | Stafett    |
| 8   | 22 januari 2017  | Antholz    | Stafett    |
| 9   | 9 februari 2017  | Hochfilzen | Mixstafett |
| 10  | 17 februari 2017 | Hochfilzen | Stafett    |
| 11  | 10 december 2017 | Hochfilzen | Stafett    |
| 12  | 13 januari 2018  | Ruhpolding | Stafett    |
| 13  | 8 februari 2019  | Canmore    | Stafett    |

## Världscupen
| Säsong    | Totala | Totala | Totala   | Distans | Distans | Distans  | Sprint | Sprint | Sprint   | Jaktstart | Jaktstart | Jaktstart | Masstart | Masstart | Masstart |
| Säsong    | Lopp   | Poäng  | Position | Lopp    | Poäng   | Position | Lopp   | Poäng  | Position | Lopp      | Poäng     | Position  | Lopp     | Poäng    | Position |
| --------- | ------ | ------ | -------- | ------- | ------- | -------- | ------ | ------ | -------- | --------- | --------- | --------- | -------- | -------- | -------- |
| 2012/2013 | 7/26   | 220    | 35       | 0/3     | -       | -        | 3/10   | 101    | 32       | 2/8       | 69        | 36        | 2/5      | 50       | 29       |
| 2013/2014 | 17/22  | 410    | 15       | 2/2     | 54      | 12       | 6/9    | 138    | 23       | 6/8       | 145       | 14        | 3/3      | 73       | 14       |
| 2014/2015 | 17/25  | 725    | 8        | 2/3     | 81      | 8        | 7/10   | 292    | 8        | 5/7       | 224       | 4         | 3/5      | 128      | 12       |
| 2015/2016 | 18/25  | 786    | 6        | 2/3     | 80      | 10       | 6/9    | 213    | 9        | 5/8       | 265       | 5         | 5/5      | 228      | 3        |
| 2016/2017 | 24/26  | 1211   | 1        | 3/3     | 180     | 1        | 8/9    | 372    | 2        | 8/9       | 411       | 1         | 5/5      | 254      | 2        |

## Resultat

### Olympiska spelen
| Event            | Distans | Sprint | Jaktstart | Masstart | Stafett | Mixstafett |
| ---------------- | ------- | ------ | --------- | -------- | ------- | ---------- |
| 2014 Sotji       | 13      | 46     | 30        | —        | 11      | DSQ        |
| 2018 Pyeongchang | Brons   | Guld   | Guld      | 16       | 8       | 4          |

### Världsmästerskap
| Event           | Distans | Sprint | Jaktstart | Masstart | Stafett | Mixstafett |
| --------------- | ------- | ------ | --------- | -------- | ------- | ---------- |
| 2013 Nové Město | —       | —      | —         | —        | 5       | —          |
| 2015 Kontiolax  | 6       | 4      | Silver    | 7        | Guld    | —          |
| 2016 Oslo       | Brons   | Brons  | Guld      | Silver   | Brons   | —          |
| Hochfilzen 2017 | Guld    | Silver | Guld      | Guld     | Guld    | Guld       |
| Östersund 2019  |         | Brons  |           |          |         | —          |